# Malo Konare, Pazardjik
Malo Konare (în bulgară Мало Конаре) este un sat în comuna Pazardjik, regiunea Pazardjik,  Bulgaria. 

## Demografie
Componența etnică a satului Malo Konare
     Bulgari (64,2%)
     Romi (23,4%)
     Nicio identificare (12,12%)
     Altele (0,5%)
La recensământul din 2011, populația satului Malo Konare era de 4.353 locuitori. Din punct de vedere etnic, majoritatea locuitorilor (64,2%) erau bulgari, cu o minoritate de romi (23,4%). Pentru 12,12% din locuitori nu este cunoscută apartenența etnică.